# Abranovce
Abranovce (em húngaro: Ábrány) é um município da Eslováquia, situado no distrito de Prešov, na região de Prešov. Tem 9,58 km² de área e sua população em 2018 foi estimada em 698 habitantes.

## Demografia
| Ano:        | 1994 | 2004   | 2014    | 2024    |
| ----------- | ---- | ------ | ------- | ------- |
| Broj ljudi: | 510  | 548    | 644     | 734     |
| Razlika:    |      | +7,45% | +17,51% | +13,97% |

| Ano:               | 2023 | 2024   |
| ------------------ | ---- | ------ |
| Número de pessoas: | 715  | 734    |
| Diferença:         |      | +2,65% |